# Wang Hee-kyung
Wang Hee-kyung (16 de julho de 1970) é uma arqueira sul-coreana, campeã olímpica.

## Carreira
Wang Hee-kyung representou seu país nos Jogos Olímpicos em 1988, ganhando a medalha de ouro por equipes em 1988, e medalha de prata no individual em 1988.